# Брудерман, Рудольф фон
Рудольф Риттер фон Брудерман (9 января 1850, Дьёндьёш, Австрийская империя — 21 января 1941, Вена, Австрия) — австро-венгерский военный деятель.

## Биография

### Военная служба
Родился в семье генерал-майора, рос без матери она умерла когда ему было 5 лет. Сначала учился в школе кадетов в Хайнбурге, а после окончания поступил в Терезианскую военную академию в Винер-Нойштадте.
С 1869 начал службу в 11-м уланском полку в звании лейтенанта.
В 1874 окончил Академию Генштаба и был зачислен в корпус офицеров Генштаба.
1 апреля 1878 подал в отставку, но в 1879 году вернулся на службу в 1-й уланский полк, где служил его младший брат.
2 июля 1878 женился на Марии Юргенс.
Был переведен в 14-й драгунский полк (1885).
С марта 1887 командовал в 15-м драгунской бригаде в Тернополе.
Возглавлял 7-ю кавалерскую дивизию в Кракове в 1900 году, через семь лет ему присвоили звание генерал кавалерии .

#### Первая мировая
С началом Первой мировой войны был назначен командующим 3 армии (Австро-Венгрии)
В Галицийскую битву, Конрад фон Хётцендорф приказал армии Брудермана занять оборонительную позицию во Львове, в то время как 1-я и 4-я армии перешли в наступление против русских к северу от Третьей армии.
При битве на Гнилой Липе австро-венгерские войска потеряли много людей.
Был уволен со своего поста после того как русская армия взяла город Львов.
В марте 1915 года ушел в отставку.
21 января 1941 года скончался от инсульта в возрасте 91 года.

## Семья
- Отец Рудольф Йоганн фон Брудерман (1810—1889) — генерал-майор австрийской армии.
- Мать – Гизела фон Барбачи (1815—1855)
- Младший брат – Адольф фон Брудерман (1855—1945) — генерал кавалерии участник Первой мировой войны.